# Schlacht von Demetritzes
Die Schlacht von Demetritzes wurde im Jahr 1185 zwischen dem Byzantinischen Reich und den Normannen  König Wilhelms II. von Sizilien ausgetragen. Die normannische Armee hatte kurz zuvor die zweitwichtigste Stadt des Byzantinischen Reiches, Thessalonike, geplündert und rückte nun ostwärts vor. Sie traf nahe Demetritzes (heutiges Sidirokastro) auf das gegnerische Heer unter dem Befehl des Alexios Branas. Es kam zu Scharmützeln gefolgt von einem Waffenstillstand, aber am 7. November befahl Branas eine Überraschungs-Attacke auf die Normannen, die in die Flucht geschlagen wurden. Der von Wilhelm II. unterstützte Thronprätendent Alexios Komnenos wurde gefangen genommen.
Von den Byzantinern verfolgt, flohen die überlebenden Normannen zurück nach Thessalonike, das sie aber kampflos aufgaben, um sich nach Dyrrhachion an die Adriaküste zurückzuziehen, was das Ende der normannischen Ambitionen zur Eroberung des Byzantinischen Reiches darstellte.